# Franciszek Edelmann

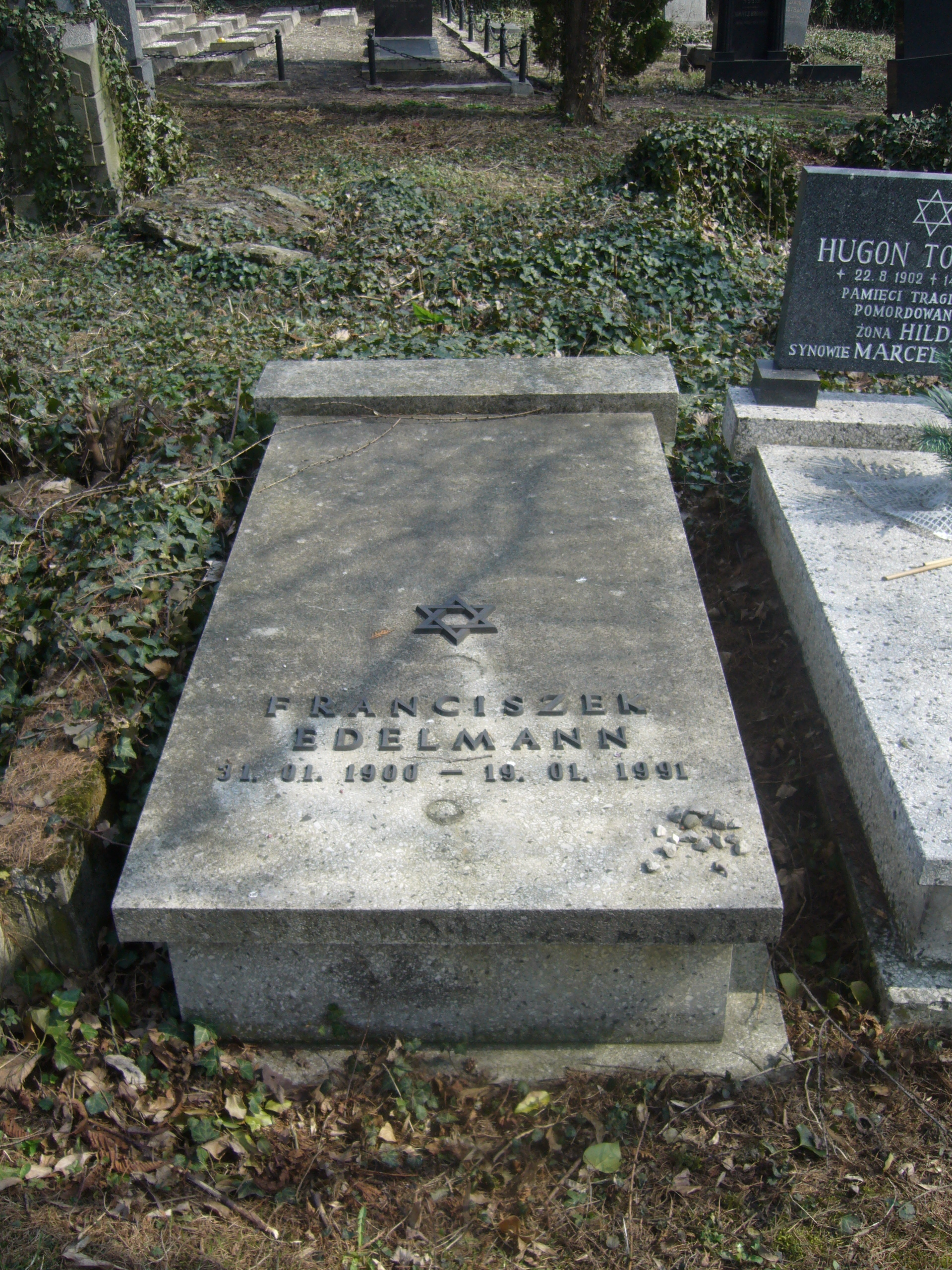
Grób Franciszka Edelmanna na cmentarzu żydowskim w Bielsku-Białej

Franciszek Edelmann (ur. 31 stycznia 1900 w Wiedniu, zm. 19 stycznia 1991 w Bielsku-Białej) – polski działacz społeczności żydowskiej, w latach 80. XX wieku przewodniczący Kongregacji Wyznania Mojżeszowego w Bielsku-Białej.
Urodził się w Wiedniu. W okresie międzywojennym mieszkał w Bielsku, gdzie prowadził  handel produktami rolniczymi i ich przetworami. Po zakończeniu II wojny światowej powrócił do Bielska, gdzie był ostatnim przewodniczącym Bractwa Pogrzebowego "Chewra Kadisza" oraz przewodniczącym Kongregacji Wyznania Mojżeszowego. 
Franciszek Edelmann jest pochowany na cmentarzu żydowskim przy ulicy Cieszyńskiej w Bielsku-Białej.